# АБС (футбольный клуб)
АБС (порт. ABC Futebol Clube) — бразильский футбольный клуб из города Натал, штат Риу-Гранди-ду-Норти. В аббревиатуре клуба — ABC — использованы начальные буквы названий трёх южноамериканских стран — Аргентины (Argentina), Бразилии (Brazil) и Чили (Chile). Кроме того, это начальные буквы латинского алфавита.

## История
АБС, старейший клуб своего штата, был основан 29 июня 1915 года. Достижение клуба — победы в 10 чемпионатах штата подряд в 1932—1941 годах — занесено в Книгу Рекордов Гиннесса вместе с подобным же достижением клуба «Америка Минейро» из штата Минас-Жерайс. АБС знаменит в Бразилии тем, что является рекордсменом страны по количеству выигранных чемпионатов своего штата — на их счету 57 титулов.
Одно из значительных событий в истории клуба — это товарищеский матч против сборной СССР в 1973 году. 18 декабря клуб добился почётной ничьи в этом матче — 2:2, голы забили Албери и Демолидор у бразильцев, Владимир Онищенко и Владимир Федотов у СССР.
Также АБС в декабре 1979 года играл с Олимпийской сборной Бразилии и достойно уступил 0:1.
В Серии А клуб выступал в течение восьми сезонов (1972, 1976—1979, 1984, 1985, а также Кубок Жоао Авеланжа 2000 года, являвшийся фактическим чемпионатом Бразилии)
В 2007 году команда вернула себе профессиональный статус, которого лишилась в 2005 году после вылета в любительскую лигу. По состоянию на 2022 год АБС выступает в Серии C чемпионата Бразилии. Главным соперником АБС является «Америка» из Натала.

## Достижения
- Чемпионат штата Риу-Гранди-ду-Норти (57): 1920, 1921, 1923, 1925, 1926, 1928, 1929, 1932—1941, 1944, 1945, 1947, 1950, 1953—1955, 1958—1962, 1965, 1966, 1970—1973, 1976, 1978, 1983, 1984, 1990, 1993—1995, 1997—2000, 2005, 2007, 2008, 2010, 2011, 2016, 2017, 2018, 2020, 2022
- Кубок штата Риу-Гранди-ду-Норти (5): 2005, 2008, 2011, 2015, 2016, 2017, 2018
- Чемпион Серии C Бразилии (1): 2010
- Финалист Кубка Нордесте (1): 2010